# Асбьорнсон, Боб
Роберт Энтони Асбьорнсон (англ. Robert Anthony Asbjornson, 19 июня 1909, Конкорд, Массачусетс — 21 января 1970, Уильямспорт, Пенсильвания) — американский бейсболист. Выступал на позиции кэтчера в составе клубов Главной лиги бейсбола «Бостон Ред Сокс» и «Цинциннати Редс».

## Биография
Роберт Энтони Асбьорнсон родился 19 июня 1909 года в Конкорде в штате Массачусетс. Старший из пяти детей в семье. Его отец Антон Асбьорнсон эмигрировал в США из Норвегии 1904 году, он работал школьным сторожем. Мать Анна Нельсон эмигрировала из Швеции в 1901 году. Историк бейсбола Билл Ноулин отмечает, что в большинстве статистических баз Асбьорнсон известен как Каспер, хотя ни один известный ему печатный источник этого имени не упоминает.
Во время учёбы в старшей школе Конкорда Асбьорнсон получил известность как спортсмен. Он играл в бейсбол и американский футбол, был капитаном школьной команды по лёгкой атлетике, тренировал её хоккейную команду. Тридцатого апреля 1928 года он подписал контракт с клубом «Бостон Ред Сокс». Профессиональную карьеру он начал в составе команд младших лиг «Питтсфилд Хиллиз» и «Акрон Тайритс». За основной состав «Ред Сокс» Асбьорнсон впервые сыграл в выставочном матче 13 сентября 1928 года, в Главной лиге бейсбола он дебютировал 17 сентября. В своём дебютном сезоне он сыграл шесть матчей, отбивая с показателем 18,8 %. Сезон 1929 года Асбьорнсон начал в «Бостоне», но в июне после неудачного старта был вновь переведён в «Питтсфилд». За «Хиллиз» он сыграл 71 матч с показателем отбивания 35,0 %, выбив восемь хоум-ранов. В сентябре его вернули в «Ред Сокс», но сезон он закончил неудачно. Показатель отбивания Асбьорнсона по итогам чемпионата составил 10,3 %, в защите он действовал с надёжностью 89,7 %.
Весной 1930 года Асбьорнсон участвовал в сборах «Ред Сокс», но много времени пропустил из-за болезни и не попал в основной состав. Летом он выступал в составе команды Южной ассоциации «Нэшвилл Волантирс», а в сентябре на драфте по правилу №5 его выбрал клуб «Цинциннати Редс». По ходу регулярного чемпионата 1931 года Асбьорнсон был вторым кэтчером команды, сыграв в 45 матчах с показателем отбивания 30,5 %. В 1932 году его игровое время сократилось ещё сильнее, в 29-и сыгранных матчах его атакующая эффективность составила 17,2 %.
По итогам предсезонных сборов в 1933 году Асбьорнсону не удалось попасть в состав «Цинциннати». Он провёл десять матчей в составе «Толидо Мад Хенс», а 30 апреля права на него были переданы команде из Джерси-Сити. Играть за неё Асбьорнсон отказался, вместо этого уехав в Техас. Оставшуюся часть сезона он выступал за «Даллас Стирз» и «Форт-Уэрт Кэтс», суммарно проведя 46 матчей в Техасской лиге. Сезон 1934 года он провёл в команде Международной лиги «Балтимор Ориолс», отбивая с показателем 29,3 % по итогам 62-х игр. Последним клубом в его карьере стал Уильямспорт Грейс из Пенсильванской лиги, за который он сыграл 70 матчей в 1935 году.
После окончания карьеры Асбьорнсон жил в Уильямспорте в Пенсильвании, работал токарем. Скончался он 21 января 1970 года от билиарного цирроза, вызванного раком желчных протоков.